# Fehér Zoltán (grafikus)
Fehér Zoltán, művésznevén: Zorro de Bianco (Budapest, 1974. szeptember 5.–) képzőművész, illusztrátor, képregényalkotó.

## Életpályája
Középfokú tanulmányait 1989-től 1993-ig végezte a Képző- és Iparművészeti Szakközépiskola grafika szakán. Szaktanárai Bodóczky István képzőművész és Szunyoghy András grafikusművész voltak.
További tanulmányait 1993-tól 1996-ig a Magyar Képzőművészeti Egyetem képgrafika szakán folytatta, ahol Eszik Alajos grafikusművész, majd pedig Gaál József festő- és grafikusművész voltak mesterei.
1996-tól 2004-ig a Kapu c. kulturális és közéleti folyóirat művészeti vezetője. 1997-től 1999-ig a Kis Buksi című gyermekeknek szóló, havonta megjelenő rejtvénymagazin írója és rajzolója. 2000 és 2001 között Zolirottenként a rövid ideig fennállt Sex's Pistols együttes frontembere – a tribute-performance formáció az újra koncertező CPG-vel turnézik az országban. 2001-től 2003-ig a Szkéné Színház grafikusa. 2004 és 2010 közt a Magyar Képregény Akadémia Művészeti és Kulturális Egyesület elnöke, Pinkhell című lapjának főszerkesztője. 2006-tól 2007-ig a Képes Kiadó művészeti vezetője. 2009-től 2019-ig a Média Hungária Konferenciairoda grafikusa. 2017 decemberétől a havonta megjelenő Kockás képregénymagazin műszaki szerkesztője. 2018 júniusától a Magyar Karikatúra Szövetség tagja.

## Publikációi

### Kritikusi publikációi (válogatás)
- 1992-től 2008-ig a Mások című érdekvédelmi és kulturális folyóirat munkatársa (film-, tánc- és kiállításkritikák)
- 1997-től 2000-ig az Ellenfény[5] című kortárs művészeti lapban jelentek meg kritikái, tanulmányai
- Torzókká karcolt mitológia, El Kazovszkij munkáiról[6] (Megjelent: Ellenfény 1997/2.)
- Alkalom szüli a fotográfust, Chris Nash fotóiról[7] (Megjelent: Ellenfény 1997/3.)
- A csend nevei, írás a Theatre Mladinsko (Ljubljana) Silence, silence, silence c. előadásáról[8] (Megjelent: Ellenfény 1998/2.)
- 1998-tól az Előfutár című összművészeti antológia-periodika művészeti szerkesztője. El Kazovszkij festőművészről írt tanulmánya is megjelent a lapban.[9]
- 2003. június: a „TEST(ES)ETEK” c. kiállítás katalógusának előszavában írt Kecskés Péter fotóiról (művészek a test-re/prezentáció „nyomában”)[10]
- Nicolas de Crécy(wd): Le bibendum celeste[11] (Megjelent 2007-ben a Buborékhámozó[12] című képregénykritikai folyóirat 2. számában.)
- Bardon Barnabás kiállítása elé (megnyitószöveg), Ybl Palota Művészeti Központ, Budapest, 2007. december 18.[13]
- A Paradicsom kapuiban… (címezetlen képeslapok El Kazovszkijnak) (nekrológ)[14] (Megjelent a Mások 2008. júliusi számában)
- Ami a szemnek láthatatlan – Antoine de Saint-Exupéry és Joann Sfar „A kis herceg” c. képregényéről[15] (Megjelent 2009-ben a Buborékhámozó 7. számában)

### Képregényes publikációi, illusztrációi (válogatás)

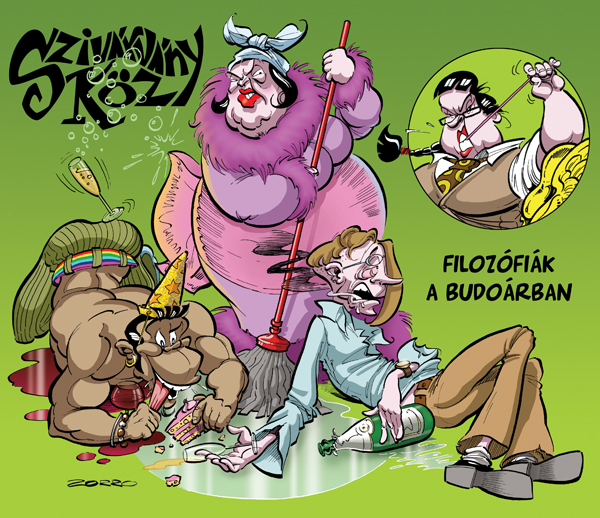
Szivárvány köz, az első magyar melegekről szóló képregény

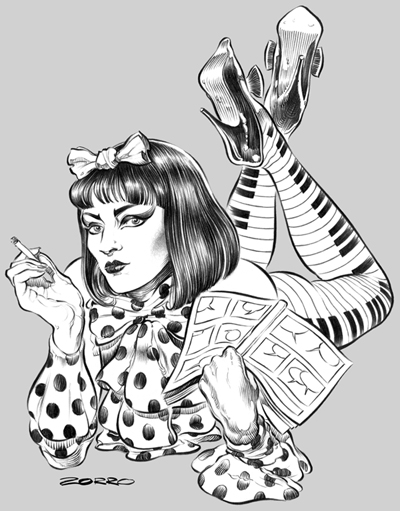
Pepita Ofélia (Ötlet: Bayer Antal, rajz: Zorro de Bianco)

- 2003 – Szivárvány köz[16] (írta és rajzolta: Zorro de Bianco), Mások
- 2003 – Magazin-illusztrációk, Diplomacy and Trade, 2003/6–12. szám, ISSN 1589-8075[17]
- 2004 – DiscMan (írta: Koszper Gábor Szabolcs, rajzolta: Zorro de Bianco), DVD Center Magazin
- 2005 – Pepita Ofélia: Blues (írta Oroszlány Balázs, rajzolta: Zorro de Bianco), Fekete-Fehér Képregényantológia, 2. szám[18]
- 2005 – Szivárvány köz: Szeplőtelen szűz (írta és rajzolta: Zorro de Bianco),Fekete-Fehér Képregényantológia, 3. szám
- 2005 – Kimaradt jelenetek (írta: Kemenes Tamás, rajzolta: Zorro de Bianco), Mozinet Magazin, II. évf. 8. szám / Pinkhell, 0. szám
- 2005 – Szín Ciki (írta: Kemenes Tamás, rajzolta: Zorro de Bianco) – Mozinet Magazin II. évf. 9. szám, Pinkhell, 0. szám[19]
- 2006 – Szivárvány köz-stripek (írta és rajzolta: Zorro de Bianco), Pinkhell, 1. szám[20]
- 2006 – Vogel halott… (írta: Kemenes Tamás, rajzolta: Zorro de Bianco), Pinkhell, 1. szám[21]
- 2006 – Szivárvány köz-stripek (írta és rajzolta: Zorro de Bianco) Eduárd fapados képregényújság, 0. és 1. szám /Pinkhell, 2. szám
- 2006 – Vogel-stripek (írta és rajzolta: Zorro de Bianco) és borítógrafika, Pinkhell, 2. szám[22]
- 2007 – Szivárvány köz: Filozófiák a budoárban (írta és rajzolta: Zorro de Bianco; fekete-fehér) és borítógrafika, Eduárd fapados képregényújság, 8. szám, (magyarul és franciául)
- 2006–2007 – A halál és az iránytű (Jorge Luis Borges azonos című novellája nyomán írta: Zorro de Bianco, rajzolta: Fritz Zoltán), Pinkhell, 2–3. szám[23]
- 2007 – 10 perc (írta: Zorro de Bianco, rajzolta: Gáspár Tamás, Pinkhell, 2. szám[24]
- 2007 – Szivárvány köz: Filozófiák a budoárban (írta és rajzolta: Zorro de Bianco; színes), Pinkhell, 4. szám
- 2007 – Pepita Ofélia (borítógrafika), Papírmozi, 1. szám, (Képes Kiadó, ISSN 1788-832)
- 2007 – A fényképész (borítógrafika), Papírmozi 3. szám
- 2007 – Megnyitottunk! (borítógrafika), Eduárd fapados képregényújság, 9. szám
- 2008 – Vogel-stripek (írta: Kemenes Tamás, rajzolta: Zorro de Bianco), Pinkhell, 5. szám[25]
- 2008 – Az apák bűnei (Christianna Brand(wd) novellája alapján írta: Zorro de Bianco, rajzolta: „Graphit”),  Pinkhell, 5. szám[26]
- 2009 – Orlando (írta: Zorro de Bianco, rajzolta: „Graphit”), Pinkhell, 6. szám[27]
- 2009 – Mélypont I. (írta: Szabó Jenő, rajzolta: Zorro de Bianco, színek: Haránt Artúr), Pinkhell, 6. szám[28]
- 2009 – Antal Emese: Egészségesen élni jó! (műszaki szerkesztés, borítógrafika és illusztrációk), Sybilla Humán-egészségügyi Kft. kiadó
- 2009 – borítógrafika, Pestblog.hu, 2009. április[29]
- 2010 – Mélypont II. (írta: Szabó Jenő, rajzolta: Zorro de Bianco, színek: Haránt Artúr), Pinkhell, 7. szám[30]
- 2010 – Szücs Balázs: Légy az otthonom! (műszaki szerkesztés, borítógrafika és illusztrációk), PC Brothers Kft., Budapest, ISBN 9789630696173
- 2010 – 1848. márczius 16., Múlt-kor[31]
- 2014 – Szeged, független városállam (borítógrafika), Nero Blanco Comix, 9. szám, Budapest
- 2015 – Pepita Ofélia: Egyszer élünk (írta: Bayer Antal, rajzolta: Zorro de Bianco), Nero Blanco Comix, 10. szám
- 2015 – Birtalan Balázs: Felmászok a létra (műszaki szerkesztés és borítógrafika), Napkút Kiadó, Budapest, ISBN 9789632635132
- 2015 – Uroboros (illusztráció), Direkt Fanzine, 8. („Before/After”)[32]
- 2019 – 101 Rorschac (írta és rajzolta: Zorro de Bianco), Kretén Magazin, 102. szám
- 2020 – Mélypont-stripek (írta: Szabó Jenő, rajzolta: Zorro de Bianco, színek: Haránt Artúr), Kretén Magazin, 103. szám
- 2020 – SNIKT! (borítógrafika), Kretén Magazin, 103. szám
- 2022 – Pepita Ofélia: Blues (írta Oroszlány Balázs, rajzolta Zorro de Bianco) / Pepita Ofélia: Egyszer élünk (írta: Bayer Antal, rajzolta: Zorro de Bianco), Nero Blanco és Pepita Ofélia válogatott kalandjai külön és együtt, Nero Blanco Comix, Budapest

## Kiállításai

### Csoportos képzőművészeti kiállításai
- 1993. június – Völgyi Gábor festőművésszel a Váci Művelődési Házban
- 1995. december – Gesztus, a Gerhardt Waltz Alapítvány pályázatának anyaga a Magyar Képzőművészeti Egyetemen (I. díj)
- 1996. május – Új művek, év végi bemutató kiállítás a MKE grafikai tanszékén
- 1996. október – Maszk, képzőművészeti főiskolások tematikus kiállítása a Bercsényi Galériában, Budapest, (a kiállítás kurátora: Gaál József festő- és grafikusművész)
- 2000. szeptember – Időhíd 2000 – Mesterek és tanítványok, Művészet Malom, Szentendre (El Kazovszkij tanítványaként)[33]
- 2001. szeptember 25. – „Ugye eljönnek ma a repülők?” avagy A mi repülő légitársaságunk, Karinthy Szalon, Budapest[34]
- 2002. március 21. – Francia-magyar képzőművészek a Tavaszi Fesztivál keretében, Art du Monde Galéria,[35] Budapest, (megnyitóbeszéd: Lóska Lajos művészettörténész)
- 2002. március 23. – „Ugye eljönnek ma a repülők?", Városi Művészeti Múzeum (Győr)
- 2002. április 11. – „Tiszta Szívvel" a Beteg Gyermekekért Alapítvány kortárs képzőművészeti kiállítása, Budapest Galéria, (megnyitóbeszéd: Sinkó István képzőművész, író)
- 2002. május 1. – Bábeli torony – az elérhetetlenség, Kilátó Galéria, Margitszigeti Víztorony, Budapest[36]
- 2002. június 27. – Test(es)etek – Négy művész a test-re/prezentáció „nyomában”,  El Kazovszkij, Fehér Zoltán, Gőbölyös Luca, Kecskés Péter kiállítása; Gutenberg Galéria, Budapest, (megnyitóbeszéd: Mestyán Ádám esztéta)
- 2002. szeptember 5. – A Cadre Rouge Galéria művészeinek bemutatkozó tárlata, Cadre Rouge Galéria, Budapest
- 2002. október 7. – 100 női mell  – az Utolsó blues című film promóciójának nyitó eseménye, MERZ Klub, Budapest
- 2004. január 13. – TesTTeszTTúrák – El Kazovszkij, Fehér Zoltán, Kecskés Péter kiállítása, Bartók '32 Galéria, Budapest, (megnyitóbeszéd: Rényi András esztéta)[37]
- 2004. április 3. – „Ugye eljönnek ma a repülők?”, Millenáris Fogadó, Budapest
- 2010. június 16. – „Szinergia", Kilátó Galéria (Margitszigeti Víztorony), Budapest[38]
- 2011. március 22. – „TesTTexTTúrák" – Magánmitológiák és testkultusz az európai művészetben (Hommage à El Kazovszkij), Fehér Zoltán, Kecskés Péter, Szotyory László kiállítása, Bartók '32 Galéria, Budapest, (megnyitóbeszéd: Paksi Endre Lehel művészettörténész)
- 2016. január 12. – „TeszTTesTTúrák – Elszáll a lélek?", El Kazovszkij, Fehér Zoltán, Kecskés Péter, Szotyory László kiállítása, Fészek Galéria, Budapest, (megnyitóbeszéd: Csehy Zoltán költő)
- 2022. február 4. – X. LMBT Történeti Hónap,  Centrális Galéria, Blinken OSA, Budapest

### Önálló képregényes kiállításai
- 2015. február 18. – „Benne vagy a történetünkben?", 15 portré a III. LMBT Történeti Hónap rendezvénysorozat keretén belül, Roham Galéria, Budapest (Megnyitóbeszéd: Cserkuti Dávid illusztrátor, képregényalkotó)
- 2017. május 9–10. – Illusztrációk a Media Hungary 2017 konferencián, Hotel Azúr, Siófok

### Képregényes csoportos kiállításai

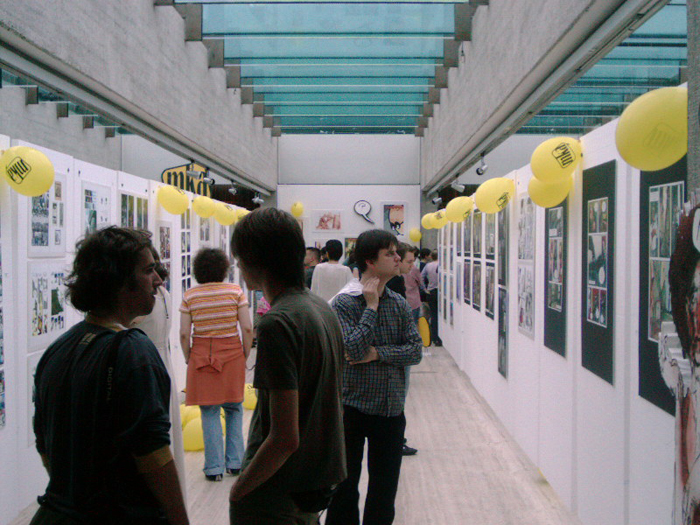
A Képregény Világnapja az MKA szervezésében (2005. június 4., Gödör Klub)

- 2005. február 23. – Kis Magyar Képregénytörténet (1865–2005) – kArton Galéria,[39] Budapest
- 2005. május 23. – Torony (a Magyar Képregény Akadémia kiállítása) – Retorta Galéria, Budapest
- 2005. június 4. – A Képregény Világnapja – Gödör Klub, Budapest
- 2005. június 18. – 6. Kecskeméti Animációs Filmfesztivál – Tiszti Klub, Kecskemét
- 2005. október 13. – dESIGNkONTÉNER (MKA képregényes konténer) – Viking Harisnyagyár, Budapest
- 2005. november 26. – Hungarocomix 2005 – Sugár Üzletközpont, Budapest
- 2005. december 12. – A magyar képregény mesterei – Városháza Galéria, Pestszentlőrinc
- 2006. március 5. – II. Magyar Képregényfesztivál – Millenáris Teátrum, Budapest
- 2006. április 15. – KOMIKON (I. Pécsi Képregénykonferencia) – Apolló Mozi, Pécs
- 2006. május 13. – Szabadkai Nemzetközi Animációs Fesztivál – Szabadka, Szerbia
- 2006. szeptember 6–29. – Nyírségi ősz – Váci Mihály Művelődési Központ, Nyíregyháza
- 2006. október 28. – Az animáció világnapja – Uránia Nemzeti Filmszínház, Budapest
- 2006. november 30. – ANIFEST4 – Uránia Nemzeti Filmszínház, Budapest
- 2006. december – Hungarocomix 2006 – Sugár Üzletközpont, Budapest
- 2007. március 26–31. – III. Magyar Képregényfesztivál – Gödör Klub, Budapest
- 2007. június 20-24. – 8. Kecskeméti Animációs Filmfesztivál – Erdei Ferenc Művelődési Központ, Kecskemét
- 2007. július 5–30. – 12. LMBT Fesztivál – Vismajor kávézó és galéria, Budapest
- 2007. augusztus 24–26. – Képregény és diafilm mustra – P'Art Mozi, Szentendre
- 2007. szeptember – FrameUp – 22. Helsinki Képregényfesztivál – Helsinki, Finnország
- 2007. október 20 – november 4. – KÉP, REGÉNY, SZABADSÁG[40] – Ötvenhatosok tere, Budapest
- 2007. november – FrameUp – Animated Dreams Festival – Tallinn, Észtország
- 2007. december 2. – Hungarocomix 2007 – Aranytíz Kultúrház, Budapest
- 2008. január 21. – Margók nélkül a világ – Városháza Galéria, Pestszentlőrinc
- 2008. április 18. – FrameUp[41] – Holdudvar Galéria, Margitsziget, Budapest
- 2008. május 17–18. – IV. Magyar Képregényfesztivál – Gödör Klub, Budapest
- 2009. október 17. – COMICS[42] – Csók István Képtár, Székesfehérvár
- 2010. június 7–27. – Lyoni Képregényfesztivál[43] – Raconte-moi la Terre (‘Meséld el nekem a Földet’) nevű könyvesboltban – Lyon, Franciaország
- 2010. december 14. – 2011. január 18. – Pinkhell – a Magyar Képregény Akadémia kiállítása – Bartók '32 Galéria, Budapest
- 2011. január 22. – Pinkhell – a Magyar Képregény Akadémia kiállítása – Katona József Művelődési Ház – Kerekegyháza
- 2011. december 14. – Pinkhell – a Magyar Képregény Akadémia kiállítása – Prágai Magyar Kulturális Központ – Prága, Csehország
- 2012. április 17. – Pinkhell – a Magyar Képregény Akadémia kiállítása – Centrum Kultury Zamek – Poznań, Lengyelország
- 2012. október 18. – Pinkhell – a Magyar Képregény Akadémia kiállítása – Petőfi Ház – Bukarest, Románia
- 2013. június 13. – Hungarocomix – a Magyar Képregény Szövetség kiállítása – Balassi Intézet – Párizs, Franciaország
- 2014. március 31. – 27. Québec-i Képregényfesztivál – Musée de la Civilisation de Québec – Québec, Kanada
- 2015. március 5. – „Before / After" – Direkt Fanzine 8. – kArton Galéria, Budapest; megnyitóbeszéd: Koppányi Péter
- 2015. március 12. – #JeSuisCharlie – Francia Intézet, Budapest
- 2015. szeptember 4–6. – 5. Brüsszeli Képregényfesztivál – Brüsszel, Belgium
- 2018. július 8. – „Rockzenészek karikaturista szemmel" (a Magyar Karikatúra Szövetség kiállítása) – Rockmúzeum,[44] Budapest
- 2020. július 18. – A „Hetirajz csoport" kiállítása a pécsváradi várban – Pécsvárad
- 2023. június 21–25. – 16. Kecskeméti Animációs Filmfesztivál – Hírös Agóra, Kecskemét

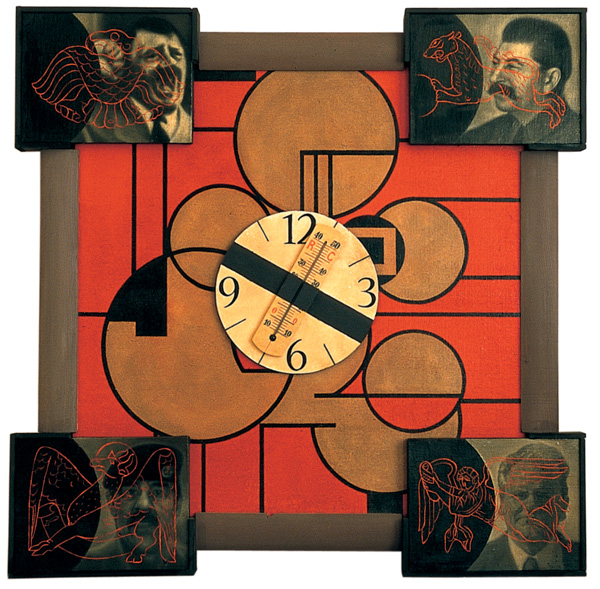
360 Fahrenheit (2001. olaj, vászon, farost, hőmérő)

### Önálló képzőművészeti kiállításai
- 1995. május 29. – Szinbád[45] (installációk és performance-szal egybekötött megnyitó) – Cirko Gejzír Mozigaléria, Budapest
- 1996. február 1. – PAR et IMPAR[46] (tizenkét fekete-fehér-arany montázs és performance-szal egybekötött megnyitó) – Cirko Gejzír Mozigaléria, Budapest
- 1997. május 27. – Különös hal (Strange Fish)[47] – installációk – SubWay Galéria, Budapest; megnyitóbeszéd: Kecskés Péter multimediális képzőművész
- 2001. május 18. – Teljes Napfogyatkozás I.[48] – Puskin Mozi, Café Cinema Galéria, Budapest; megnyitóbeszéd: Barnás Ferenc író – szájharmonikán közreműködött: Szabó Tamás
- 2001. november 15. – Teljes Napfogyatkozás II.[49] – Art du Monde Galéria, Budapest; megnyitóbeszéd: Gaál József festő- és grafikusművész

## Performance rendezései

### Kiállítást kísérő performance rendezései
- 1995. május 29. – Szindbád[45] (installációk és performance-szal egybekötött megnyitó) – Cirko Gejzír Mozigaléria, Budapest
- 1996. február 1. – PAR et IMPAR[46] (tizenkét fekete-fehér-arany montázs és performance-szal egybekötött megnyitó) – Cirko Gejzír Mozigaléria, Budapest

### Önálló performance rendezései
- 1996. augusztus 13. – Vak vetés I. (Passiójáték három szereplőre)[50]– Hernádcéce
- 1997. augusztus 19. – Vak vetés II. (Misztériumjáték és VÉGE…)[51]– Hernádcéce
- 2001. július 14. – RIEN NE VA PLUS![52] – Hommàge a Gémes Péter (Pre/quiem) – Hernádcéce

## Animációs filmjei
- 2004. november – Videóklip a Kispál és a Borz Etetés című számához (rendező: Fehér Zoltán, animátor: Szebenyi Szilárd / Dodon)[53]
- 2004. december – Animatic a Kispál és a Borz Csiga című számához (rendező: Fehér Zoltán, animátor: Szebenyi Szilárd / Dodon)

## Színházi szerepei, jelmeztervei
- 1995. március 14. – El Kazovszkij: Dzsan–panoptikum XXXV. avagy Arkeszilaosz álma XV. (Műcsarnok)
- 1997. július – Boris Vian: Venyigeszú és Plankton (jelmeztervező) – rendezte: Csontos Róbert[54] (Kolibri Színház, Budapest)
- 2001. február 12. – El Kazovszkij: Dzsan–panoptikum XXXVI. avagy Arkeszilaosz álma XVI. (Merlin Színház, Budapest)

## Díjai, elismerései
- 1995. december – Gesztus – a Gerhardt Waltz Alapítvány pályázatának I. díja (Magyar Képzőművészeti Egyetem)
- 2000 – a Nemzeti Kulturális Alapprogram alkotói ösztöndíja
- 2004-ben a „Művészbejáró" honlapja – melyet Szebenyi Szilárddal (Dodonnal) tervezett – elnyerte a Hungarian Webdesign Award fődíját.
- 2005 – a Fekete-fehér Képregényantológia figuraterv-pályázatának I. díja
- 2008 – Alfabéta-díj, Legjobb képregényes címlap (Eduárd fapados képregényújság, 9. szám és Papírmozi, 3. szám)
- 2014 – Zsiger-díj – „Az apák bűnei" c. képregényéért (Christianna Brand novellája alapján írta: Zorro de Bianco, rajzolta: Zabos Csaba / Graphit)